# 安德烈亞·貝洛蒂
安德烈亚·貝洛蒂（義大利語：Andrea Belotti，發音：[anˈdrɛːa beˈlɔtti]；1993年12月20日—）是一位意大利足球運動員，在場上的位置是前鋒。現效力於葡萄牙足球超级联赛球隊賓菲加 （意甲球隊科莫外借）。他曾是意大利國家足球隊成員。。

## 球會生涯

### 罗马
2022年8月28日，贝洛蒂与罗马签订了一份为期一年的合同，合同期至2023年6月30日。作为整个协议的一部分，还可以根据表現再延长两年。

## 國家隊生涯
2021年6月，貝洛蒂入選了義大利參加2020年歐洲國家盃的大名單。7月11日，他隨隊獲得歐洲國家盃冠軍。

## 榮譽

### 國家隊
義大利
- 歐洲國家盃冠軍：2020[4]

### 個人
- 银球奖（意甲公平竞赛奖）：2016–17

### 勳章
- 5級／騎士－意大利共和國功勳騎士勳章：2021[5]

## 外部連結
- Soccerway資料庫：安德烈亞·貝洛蒂
- 安德烈亞·貝洛蒂在BDFutbol中的档案